# Cascades Wapta
Les cascades Wapta són unes cascades situades al Parc Nacional de Yoho, a la Columbia Britànica (Canadà). Són les cascades més grans del riu Kicking Horse, amb 30 m d'alçada i 150 m d'ample. El seu flux mitjà pot arribar als 254 m³ / s.
El seu nom prové d'una paraula nakoda que significa «riu».

## Aparició en pel·lícules
Le Ruffian (1983) - Actors; Lino Ventura, Bernard Giraudeau, Claudia Cardinale, Beatrix Van Til, Pierre Frag.